# Christopher Cox
Charles Christopher Cox, amerikansk politiker, född 16 oktober 1952 i Saint Paul, Minnesota, är en amerikansk politiker. Han var ledamot av USA:s representanthus 1989–2005.
Innan han invaldes i representanthuset drev han företaget Context Corporation med sin far som gjorde fullständiga översättningar av den ryska dagstidningen Pravda.